# Edmund Kohn
Edmund Kohn (* 2. Januar 1863 in Königswart, Böhmen; † 11. Mai 1929 in Wien) war ein österreichischer Philanthrop und Gynäkologe.

## Leben
Edmund Kohn studierte Medizin an der Karls-Universität in Prag. Er wurde 1886 zum Doktor der Medizin promoviert. Anschließend arbeitete er als Arzt am Allgemeinen Krankenhaus in Wien. Er wurde Operateur an der gynäkologischen Klinik bei August Breisky (1832–1889). 1889–1925 war er Facharzt für Frauenkrankheiten der Bezirkskrankenkasse in Wien.
Kohn zeichnete sich aus durch sozial-humanitäres Engagement. Im Jahr 1895 begründete er den Israelitischen Humanitätsverein „B'nei B'rith Wien“ und wurde dessen Präsident. 1899 übernahm er das Amt des Kurators des Hirsch'schen Schulfonds in Galizien. Im Jahr 1900 arbeitete er aktiv an der Gründung des „Hilfsvereins für die Notleidende jüdische Bevölkerung in Galizien“. 1916 wurde er Präsident des vom Wiener Dermatologen Salomon Ehrmann (1854–1926) ins Leben gerufenen „Vereins zur Rettung verlassener jüdischer Kinder in Galizien und der Bukowina“. Bis Januar 1917 schuf dieser Verein in Galizien und der Bukowina 22 Anstalten und Waisenhäuser und ermöglichte tausenden von Kindern das Überleben. Allein in Lemberg konnten bis 1918 nahezu 3.500 Kinder versorgt werden. Zwischen 1919 und 1920 war Edmund Kohn zusammen mit der Wiener Bürgerin Lisette Gelber aktiv für das „Hilfskomitee für die ukrainisch-jüdischen Pogromopfer“.